# 第17回国民体育大会
第17回国民体育大会（だい17かいこくみんたいいくたいかい）は、1962年に開催された国民体育大会である。夏季・秋季大会のスローガンは「歴史をつくる岡山国体」。また沖縄が正式参加した。

## 開催基準要項の改正
国体委員会は1962年3月に開催要項基準を改正し、同年の岡山国体から適用した。
1. これまでの6ブロックでの輪番制を改め、3ブロック（東日本・中日本・西日本）での輪番制とする。
2. 参加人員は15,000人程度とする。

## 概要
| 季    | 期間                      | 開催地               | 競技数 | 参加者数 |
| ----- | ------------------------- | -------------------- | ------ | -------- |
| 冬    | 1962年1月25日 - 1月28日   | 青森県八戸市         | 1      | 1,164    |
| 冬    | 1962年2月22日 - 2月25日   | 北海道小樽市         | 1      | 1,453    |
| 夏    | 1962年9月16日 - 9月19日   | 岡山県岡山市・玉野市 | 3      | 3,420    |
| 秋    | 1962年10月21日 - 10月26日 | 岡山県               | 29     | 16,428   |
| 合 計 | 合 計                     | 合 計                | 34     | 22,465   |

### 楽曲
- 「岡山県スポーツの歌」
  - 作詞：脇太一
  - 作曲：清水脩

柴田睦陸の歌唱がレコードに吹き込まれ、県内市町村に配布された。国体終了後は恒常的な県体育歌とされている。

## 冬季大会

### スケート競技会
第17回国民体育大会冬季大会スケート競技会は、1962年1月25日から1月28日を会期として青森県八戸市で開催された。

#### 実施競技・会場一覧
- スケート - 青森県八戸市　八戸市長根スケートリンク

### スキー競技会
第17回国民体育大会冬季大会スキー競技会は、2月22日～2月25日を会期として北海道小樽市で行われた。

#### 実施競技・会場一覧
- スキー - 北海道小樽市　小樽天狗山スキー場　他

## 夏季大会

### 実施競技・会場一覧
- 水泳
- 漕艇
- ヨット

## 秋季大会

### 実施競技・会場一覧
- 陸上競技
- サッカー
- スキー
- テニス
- ホッケー
- ボクシング
- バレーボール
- 体操
- バスケットボール
- スケート
- レスリング
- ウェイトリフティング
- ハンドボール
- 自転車競技
- ソフトテニス
- 卓球
- 軟式野球
- 相撲
- 馬術
- フェンシング
- 柔道
- ソフトボール
- バドミントン
- 弓道
- ライフル射撃
- 剣道
- ラグビー
- クレー射撃
- 高校野球

## 総合成績

### 天皇杯
- 1位 - 東京都
- 2位 - 岡山県
- 3位 - 愛知県

### 皇后杯
- 1位 - 東京都
- 2位 - 岡山県
- 3位 - 愛知県